# Lista över rollfigurer i Twin Peaks
Rollfigurerna i Twin Peaks har varit många i de tre säsonger och en långfilm som producerats av TV-serien.
| Tillhörighet             | Namn                               | Beskrivning | Skådespelare                                                             |
| ------------------------ | ---------------------------------- | --- | ------------------------------------------------------------------------ |
| FBI                      | Special Agent Dale Cooper          | Kommer till Twin Peaks för att leda utredningen av mordet på Laura Palmer. Har ett mycket udda arbetssätt baserat på bl.a. intuition, spiritism, tibetanism och drömtydningar                                                                           | Kyle MacLachlan                                                          |
| FBI                      | Agent Albert Rosenfield            | Skicklig brottsplatsundersökare, assisterar Agent Cooper, hamnar ofta i konflikt p.g.a. sitt burdusa sätt | Miguel Ferrer                                                            |
| FBI                      | Special Agent Chester Desmond      | Utreder mordet på Theresa Banks, försvinner spårlöst | Chris Isaak                                                              |
| FBI                      | Agent Sam Stanley                  | Brottsplatsundersökare, assisterar Chester Desmond | Kiefer Sutherland                                                        |
| FBI                      | Special Agent Phillip Jeffries     | En sedan länge försvunnen FBI-agent | David Bowie                                                              |
| FBI                      | Special Agent Roger Hardy          | Arbetar för Internal Affairs, utreder tjänstefel begångna av FBI-anställda | Clarence Williams III                                                    |
| FBI                      | Region Chief Gordon Cole           | Stendöv regionschef, skriker hela tiden | David Lynch                                                              |
| FBI                      | Agent Dennis/Denise Bryson         | DEA-agent som utreder anklagelser mot Agent Cooper. Transvestit med oklar sexuell läggning | David Duchovny                                                           |
| FBI                      | Diane                              | Agent Coopers sekreterare. Varken syns eller hörs, men Cooper använder frekvent hennes namn i sina diktafoninspelningar | -                                                                        |
| Twin Peaks Polisstation  | Sheriff Harry S. Truman            | Stationschef, utreder mordet på Laura Palmer tillsammans med Agent Cooper, har ett hemligt förhållande med Josie Packard | Michael Ontkean                                                          |
| Twin Peaks Polisstation  | Deputy Andy Brennan                | Nördig vicesheriff, har ett förhållande med Lucy Moran | Harry Goaz                                                               |
| Twin Peaks Polisstation  | Deputy Tommy "Hawk" Hill           | Sprirituell vicesheriff, indian, stigfinnare | Michael Horse                                                            |
| Twin Peaks Polisstation  | Lucy Moran                         | Flamsig växeltelefonist, har ett förhållande med Andy Brennan och har haft ett kort förhållande med Richard Tremayne | Kimmy Robertson                                                          |
| Familjen Palmer          | Laura Palmer                       | Twin Peaks skönhetsdrottning, hittas mördad i seriens början. Har ett dunkelt och traumatiskt förflutet. I stort sett alla i Twin Peaks visste vem Laura Palmer var och många hade någon form av relation till henne                                    | Sheryl Lee                                                               |
| Familjen Palmer          | Leland Palmer                      | Lauras far, ortens advokat. Känd för att dansa och sjunga tvångsmässigt. Har starka barndomsminnen från sina farföräldrars sommarhus vid Pearl Lakes | Ray Wise                                                                 |
| Familjen Palmer          | Sarah Palmer                       | Lauras mor, har medium-liknande förmågor | Grace Zabriskie                                                          |
| Familjen Palmer          | Maddy Ferguson                     | Lauras kusin, kusligt lik Laura med undantag för hårfärgen | Sheryl Lee                                                               |
| Familjen Hayward         | Dr William Hayward                 | Twin Peaks läkare, assisterar polisen i utredningen av mordet på Laura Palmer | Warren Frost                                                             |
| Familjen Hayward         | Eileen Hayward                     | Dr Haywards rullstolsbundna hustru | Mary Jo Deschanel                                                        |
| Familjen Hayward         | Donna Hayward                      | Storasyster, Laura Palmers bästa väninna, har ett hemligt förhållande med James Hurley. Försöker tillsammans med James lösa mordet på Laura Palmer på egen hand                                                                                         | Lara Flynn Boyle (TV-serien), Moira Kelly ("Fire Walk with Me")          |
| Familjen Hayward         | Harriet Hayward                    | Mellansyster, skriver poesi | Jessica Wallenfels                                                       |
| Familjen Hayward         | Gersten Hayward                    | Lillasyster, spelar piano | Alicia Witt                                                              |
| Familjen Horne           | Benjamin Horne                     | Välbärgad affärsman, äger hotellet "The Great Northern" och varuhuset "Hornes" samt bordellen "One-Eyed Jacks". Drömmer om att förverkliga utvecklingsprojektet "Ghostwood Estates and Country Club". Har ett hemligt förhållande med Catherine Martell | Richard Beymer                                                           |
| Familjen Horne           | Jerry Horne                        | Benjamin Hornes playboy-aktige bror och kompanjon | David Patrick Kelly                                                      |
| Familjen Horne           | Sylvia Horne                       | Benjamin Hornes argsinta hustru | Jan D'Arcy                                                               |
| Familjen Horne           | Johnny Horne                       | Storebror, utvecklingsstörd | Robert Davenport (pilotavsnittet), Robert Bauer (övriga TV-serien)       |
| Familjen Horne           | Audrey Horne                       | Lillasyster, förälskad i Agent Cooper. Försöker på egen hand lösa mordet på Laura Palmer i syfte att imponera på Agent Cooper | Sherilyn Fenn                                                            |
| Familjen Packard Martell | Josie Packard                      | Änka och arvtagare till ortens sågverk, "The Packard Saw Mill". Härstammar från Hongkong, har ett hemligt förhållande med Sheriff Harry S. Truman | Joan Chen                                                                |
| Familjen Packard Martell | Andrew Packard                     | Framliden ägare till sågverket och Josies make, död under oklara omständigheter | Dan O'Herlihy                                                            |
| Familjen Packard Martell | Catherine Martell                  | Andrew Packards syster, har ett hemligt förhållande med Benjamin Horne. Intrigerar för att få bort Josie Packard från Twin Peaks | Piper Laurie                                                             |
| Familjen Packard Martell | Pete Martell                       | Catherine Martells make, skicklig fiskare, hittade den mördade Laura Palmers lik | Jack Nance                                                               |
| Familjen Briggs          | Major Garland Briggs               | Intelligent officer med klassificerade arbetsuppgifter inom US Air Force | Don S. Davis                                                             |
| Familjen Briggs          | Betty Briggs                       | Major Briggs hustru | Charlotte Stewart                                                        |
| Familjen Briggs          | Bobby Briggs                       | Rebellisk och bångstyrig, hade ett förhållande med Laura Palmer, kapten i skolans fotbollslag, har ett hemligt förhållande med Shelly Johnson | Dana Ashbrook                                                            |
| Familjen Hurley          | Big Ed Hurley                      | Mackägare, bilmekaniker, har ett hemligt förhållande med Norma Jennings | Everett McGill                                                           |
| Familjen Hurley          | Nadine Hurley                      | Big Eds enögda, psykotiska hustru. Besatt av att uppfinna ljudlösa gardinstänger | Wendy Robie                                                              |
| Familjen Hurley          | James Hurley                       | Big Eds systerson, har ett förhållande med Donna Hayward, hade ett hemligt förhållande med Laura Palmer | James Marshall                                                           |
| Familjen Jennings        | Norma Jennings                     | Äger restaurangen "The 'RR' Diner", har ett hemligt förhållande med Big Ed Hurley | Peggy Lipton                                                             |
| Familjen Jennings        | Hank Jennings                      | Normas make, f.d. fängelsekund, jobbar åt bl.a. Benjamin Horne | Chris Mulkey                                                             |
| Familjen Jennings        | Annie Blackburn                    | Normas lillasyster, har levt i kloster nästan hela sitt vuxna liv, har ett förhållande med Agent Cooper | Heather Graham                                                           |
| Familjen Johnson         | Leo Johnson                        | Brutal och burdus lastbilschaufför, hustrumisshandlare, narkotikasmugglare, hade ett hemligt förhållande med Laura Palmer | Eric Da Re                                                               |
| Familjen Johnson         | Shelly Johnson                     | Leos unga, misshandlade hustru. Jobbar som servitris på "The 'RR' Diner", har ett hemligt förhållande med Bobby Briggs. | Mädchen Amick                                                            |
| Bröderna Renault         | Jean Renault                       | Storebror, härdad kriminell, narkotikahandlare, försäkringsagent | Michael Parks                                                            |
| Bröderna Renault         | Jacques Renault                    | Mellanbror, narkotikasmugglare, bartender på "The Roadhouse", hallick, croupier på "One-Eyed Jacks". Hade ett hemligt förhållande med Laura Palmer | Walter Olkewicz                                                          |
| Bröderna Renault         | Bernard Renault                    | Lillebror, narkotikasmugglare | Clay Wilcox                                                              |
| Systrarna O'Reilly       | Blackie O'Reilly ("Black Rose")    | Storasyster, bordellmamma på "One Eyed Jacks" | Victoria Catlin                                                          |
| Systrarna O'Reilly       | Nancy O'Reilly                     | Lillasyster, har ett förhållande med Jean Renault | Galyn Gorg                                                               |
| Övriga                   | Ronette Pulaski                    | Väninna som prostituerade sig tillsammans med Laura Palmer, ligger i koma efter att ha bevittnat mordet på denna | Phoebe Augustine                                                         |
| Övriga                   | Dr. Lawrence Jacoby                | Excentrisk psykolog, hade bl.a. Laura Palmer som patient. Försöker lösa mordet på Laura Palmer på egen hand | Russ Tamblyn                                                             |
| Övriga                   | Mike Nelson                        | Bobby Briggs vän, skolans brottningsmästare, har haft ett förhållande med Donna Hayward | Gary Hershberger                                                         |
| Övriga                   | Margaret Lanterman, "The Log Lady" | Änka, mystiker, bär runt på ett vedträ hela tiden | Catherine Coulson                                                        |
| Övriga                   | Harold Smith                       | Blomsterodlare, enstöring, nära vän till Laura Palmer | Lenny Von Dohlen                                                         |
| Övriga                   | Emory Battis                       | Varuhuschef på "Hornes", rekryterar unga kvinnor till bordellen "One-Eyed Jacks" | Dan Amendola                                                             |
| Övriga                   | Dick Tremayne                      | Stroppig klädförsäljare på "Hornes", har haft ett förhållande med Lucy Moran | Ian Buchanan                                                             |
| Övriga                   | Kyparen på "The Great Northern"    | Åldrig, senil betjänt på "The Great Northern". Dyker ofta upp i nära anslutning till "Jätten" | Hank Worden                                                              |
| Övriga                   | Nattklubbssångerskan               | Sångerska på "The Roadhouse" | Julee Cruise                                                             |
| Övriga                   | Mayor Dwayne Milford               | Åldrig, senil borgmästare i Twin Peaks | John Boylan                                                              |
| Övriga                   | Dougie Milford                     | Dwaynes yngre bror, tidningsredaktör, gifter om sig ofta | Tony Jay                                                                 |
| Övriga                   | Lana Budding Milford               | Dougies änka och förförisk älskarinna till Dwayne. Män faller pladask för hennes charm | Robyn Lively                                                             |
| Övriga                   | Evelyn Marsh                       | Välbärgad lyxhustru, misshandlas av sin man. Har ett hemligt förhållande med James Hurley | Annette McCarthy                                                         |
| Övriga                   | Thomas Eckhardt                    | Andrew Packard f.d. kompanjon, har haft ett förhållande med Josie Packard | David Warner                                                             |
| Övriga                   | Jones                              | Thomas Eckhardts assistent | Brenda Strong                                                            |
| Övriga                   | Teresa Banks                       | BOB:s första offer, mördades i grannstaden Dear Meadow ett år innan mordet på Laura Palmer | Pamela Gidley                                                            |
| Övriga                   | Windom Earle                       | Briljant, galen och farlig f.d. FBI-agent, f.d. partner till Agent Cooper. Söker efter en ingång till "The Black Lodge" | Kenneth Welsh                                                            |
| "The Black Lodge"        | BOB                                | Ondskefull demonliknande ande, huserar i skogarna omkring Twin Peaks, tar människor i besittning. Laura Palmers mördare | Frank Silva                                                              |
| "The Black Lodge"        | MIKE, "den enarmade mannen"        | Godartad ande, tidigare samarbetspartner men numera fiende till BOB, har besatt Phillip Gerard, "den enarmade mannen" | Al Strobel                                                               |
| "The Black Lodge"        | "Mannen från en Annan Plats"       | Kryptisk dvärg i Agent Coopers drömmar. Dansar och pratar baklänges. Har någon slags koppling till "den enarmade mannen". Han dyker först upp i det fjärde avsnittet och informerar honom att tuggumit Cooper gillar kommer att bli populärt igen.      | Michael J. Anderson                                                      |
| "The Black Lodge"        | "Jätten"                           | Kryptisk jätte i Agent Coopers drömmar. Tycks vilja hjälpa Agent Cooper, och ger ledtrådar kring mordet | Carel Struycken                                                          |
| "The Black Lodge"        | Mrs Tremond/Chalfont               | Äldre dam med oklar koppling till "The Black Lodge" | Frances Bay                                                              |
| "The Black Lodge"        | Pierre Tremond/Chalfont            | Mrs Tremond/Chalfonts barnbarn med övernaturliga krafter, oklar koppling till "The Black Lodge" | Austin Jack Lynch (TV-serien), Jonathan J. Leppell ("Fire Walk with Me") |